# مصلای امام خمینی تهران
مصلّای امام خمینی یا مصلای بزرگ تهران بنا به گفته مقامات جمهوری اسلامی مجموعه‌ای از بناها و فضاهای لازم برای حضور جمعیت‌های میلیونی و برگزاری مراسم عبادی، سیاسی، اجتماعی و انجام فعالیت‌های متنوع فرهنگی، آموزشی و هنری نظیر برگزاری نمایشگاه‌های بزرگ فرهنگی، کلاس‌های آموزشی و… در شهر تهران است. مصلای تهران با مساحت ۶۳ هکتار (۶۳۰ هزار مترمربع)، دارای یک معماری ایرانی-اسلامی است و پس از حرم امام رضا در شهر مشهد، دومین مسجد بزرگ جهان از نظر مساحت به حساب می‌آید. این مجموعه همچنین پس از پایان ساخت دارای بزرگ‌ترین ایوان جهان خواهد بود.

## تاریخچه
در سال ۱۳۶۱ اقدامات اولیه برای ساخت مصلایی بزرگ در تهران آغاز شد و زمین‌های منطقهٔ عباس‌آباد تهران که پیش از انقلاب ۵۷ جهت ایجاد مجموعه شهری شهستان پهلوی در نظر گرفته شده بود و کنار چند بزرگراه اصلی تهران قرار دارد به عنوان منطقه‌ای مناسب برای ساخت این مصلا برگزیده شد. در نامه هاشمی رفسنجانی و سید علی خامنه‌ای به سید روح‌الله خمینی از مشکلات برگزاری نماز جمعه در دانشگاه تهران نوشته و آمده است: «استدعا دارد اجازه فرمایید به مقدار یک میلیون متر مربع از اراضی مزبور در حد فاصل خیابان شهید بهشتی به سمت شمال، که قسمت اعظم آن نیز با موافقت شهرداری محصور گردید و در اختیار مصلا است به ساختمان مصلا و تا حد لازم در محور قبله از شمال آن برای سایر مرافق اختصاص یابد.» در سال ۱۳۶۹ یکی از طرح‌ها برای ساخت این مصلا برگزیده و کار ساخت پس از آن آغاز شد. به این ترتیب پروژه اصلی شهستان که شامل مجموعه‌ای با میدان بزرگ «شاه و ملت» و کاربری‌های سیاسی رژیم پهلوی باشد، تغییر یافت. و به عنوان محلی برای ترددهای روزانه مردم برای تفریح، خرید، آموزش و تعالی روح از طریق انجام رسوم دینی قرار گرفت و مرکزی برای اجتماعات عبادی و فرهنگی اصلی نظام جمهوری اسلامی شد.
مکان‌های دیگری برای ساخت مصلی پیشنهاد شده بودند: ۱ - پادگان ولیعصر (میدان سپاه) ۲ - پادگان حر (خیابان کارگر جنوبی- میدان حر) ۳ - زمین‌های شمال میدان آزادی ۴ - بوستان لاله (بلوار کشاورز) که با دلایلی مانند عدم دسترسی مناسب، مرکزیت نداشتن، لزوم تملک تعداد زیادی از واحدهای مسکونی، عدم گنجایش مناسب برای پذیرش تعداد زیاد اتوبوس، دسترسی کم به مترو در خصوص پادگان ولی عصر و حر و همچنین تردد هواپیماها همجواری با ترمینال اتوبوس غرب در خصوص زمین‌های شمالی میدان آزادی و نیز به دلیل لزوم نگهداری و حفظ بافت تفریحی و فضای سبز پارک لاله، این گزینه‌ها منتفی شد.
به موازات فعالیت‌های اولیه انجام شده در سال ۱۳۶۱ برای تملک اراضی، به منظور تهیه طرح معماری مصلی، از چند نفر از مهندسین مجرب برای تشکیل کمیسیون طرح و برنامه مصلی، دعوت شد. پس از بررسی‌های متعدد برای جمع‌بندی نظرات کلی صاحب‌نظران و استادان ذی‌ربط، همایشی در دفتر رئیس‌جمهور وقت تشکیل و با استفاده از نتایج این گردهمایی و نظرخواهی از مردم، متخصصین، مسئولان و روحانیون، برنامه مقدماتی در کتابچه‌ای به نام «برنامه مصلای بزرگ تهران» تدوین و به تأیید ریاست جمهوری وقت و امام جمعه تهران رسید.
در ۲۹ دی ۱۳۶۴، در فراخوانی از طریق سخنگاه نماز جمعه، از طراحان باتجربه و واجد شرایط، برای شرکت در مسابقه تهیه طرح مصلی، دعوت شد. در این مسابقه ۳۶ شخصیت حقیقی و حقوقی، از داخل و خارج ایران شرکت کردند. شرکت کنندگان خارجی از کشورهای ژاپن، سوریه، پاکستان و هلند در مسابقه به رقابت پرداختند.
این مسابقات زیر نظر هیئت داوران، متشکل از آقایان محمدکریم پیرنیا، مهدی چمران، باقر آیت‌الله‌زاده شیرازی، غفاری و حجت برگزار شد. انجام این مسابقه عمومی با وجود هزینه کم، نتایج ارزشمندی دربرداشت که مهم‌ترین آن‌ها تبدیل شدن نظرات کلی به خطوط اولیه طرح معماری بود. در این مسابقه هیچ‌کدام از طرح‌ها نتوانست نظر هیئت داوران را تأمین نماید.
در مرحله بعد با ارائه این نتایج به تعدادی از استادان معماری کشور، از ایشان درخواست جمع‌بندی و نیز ارائه پیش‌طرح پایه برای طرح مصلی گردید که از این میان آقایان لطیف ابوالقاسمی و پرویز مؤیدعهد هرکدام طرح خود را ارائه کردند و در نهایت طرح آقای مؤید عهد در سال ۱۳۶۵ مورد قبول واقع شد و به تأیید رئیس‌جمهور رسید، کمیسیون برای تکمیل طرح در مرحله یک با چندین شرکت مشاور مانند ایریتک و خانه‌سازی وارد مذاکره شد که اغلب آن‌ها تقاضای هزینه سنگینی نموده و در عین حال انجام آن را فوق طاقت بالفعل خود در آن زمان، قلمداد کردند.
در سال ۱۳۶۹ با تعیین گروه جدیدی از مهندسین، مجدداً به بازنگری طرح‌های مختلف ارائه شده قبلی پرداخته شد و در نهایت جزوه‌ای پیرامون طرح‌های ارائه شده در مسابقه، تهیه و به استحضار رهبر انقلاب رسانده شد. در نهایت طرح آقای مؤیدعهد به عنوان طرح ساخت "مصلای امام خمینی تهران" انتخاب و مورد تأیید مجدد قرار گرفت و ترسیم پلان‌ها و برش‌های جدیدی از طرح و نیز ساخت ماکت مجموعه در دستور کار معمار طرح قرار گرفت.
از اوایل دهه ۱۳۷۰ تا سال ۱۳۸۷ نمازهای عید فطر تهران به امامت سید علی خامنه‌ای رهبر ایران در این مکان برگزار شد؛ و پس از سه سال وقفه به دلیل ساخت و ساز صحن اصلی از سال ۱۳۹۰ مجدداً نماز عید فطر تهران به امامت رهبر انقلاب در مصلی برگزار شد.

## معماری
مصلای تهران دارای یک معماری ایرانی-اسلامی است. ایوان مرکزی مصلای تهران واقع در جبهه جنوبی این بنا، سازه‌ای فلزی ـ بتنی عظیمی است که نمای کلی آن از بالا، شبیه «کلاه خود» سربازان ایران باستان طراحی شده، اما در دل خود ظرافت‌ها و طرح‌های معماری اسلامی با نقوش اسلیمی متعدد را به همراه دارد. گلدسته‌های مصلا از سوی دیگر علاوه بر اینکه نمادی از عبادتگاه مسلمانان است، نمادی از نیزه‌ها و اسلحه سربازان ایرانی هم به حساب می‌آیند. ارتفاع ایوان بزرگ مصلی ۷۲ متر به عدد شهدای کربلا و ارتفاع گنبد مسجد جامع ۶۳ متر به عدد سال‌های عمر محمد پیامبر اسلام است.

## موقعیت
هسته مرکزی مجتمع بزرگ مصلّای امام خمینی در ۲۰۴هکتار از اراضی عبّاس‌آباد در زمینی به وسعت ۶۵ هکتار که از شمال به بزرگراه شهید قاسم سلیمانی، از جنوب به خیابان شهید بهشتی، از شرق به خیابان شهید قنبر زاده و از غرب به بزرگراه شهید مدرس محدود است، در حال احداث می‌باشد.
موقعیت مصلی در گسترده شهر تهران از دیدگاه‌های متفاوتی نظیر دسترسی راحت، نزدیک بودن به جمعیت میلیونی مورد بررسی قرار گرفت و در نتیجه پس از ارزیابی گزینه‌های مختلف، اراضی عباس‌آباد جهت اجرای طرح مصلی مناسب تشخیص داده شد و نتیجتاً محل مذکور به مرکز ثقلی نمادین و مظهر و سمبل اصلی شهر تهران مبدل خواهد شد.

## نحوه ساخت
ایوان بزرگ مصلای تهران میان مسجد جامع (گنبدخانه) و گلدسته های اصلی بصورت قالب و پوسته ای به ارتفاع 72متر و دهانه 110 متر می باشد که نسبت به انواع معماری ایوان ها در مساجد، نوگرایانه و بدیع می باشد. این مجموعه هم اکنون در حال اجرا بوده و حدود 20856 متر مربع زیر بنا دارد. با توجه به تراکم بسیار بسیار بالای آرماتورها، عملاً امکان بکار بردن میان بلتهای کششی وجود نداشته و با توجه به نیاز به نمای سطح بتن اکسپوز تیم فنی گروه صنعتی بوذرجمهر برای نخستین بار اقدام به طراحی پانلهای یکپارچه سازگار با فشار هیدرواستاتیک ماکزیمم بتن خود تراکمی معادل 5/182 (کیلونیوتن بر متر مربع) بدون نیاز به هیچ میان بلت کششی برای پایه ها به ابعاد مقطع (5/3*5) متر و (5/2*5) متر و (20/1*3) متر به ارتفاع بتن 3/7متر در یک مرحله نمودکه قابلیت کاربرد در سیستم بالارونده در پایه های به ارتفاع 50/12 متر را نیز دارا می بود که هم اکنون نیمی از کل ارتفاع این پایه ها در حالت قائم و قوسی با این شیوه بدیع و منحصر بفرد قالب بندی، اجرا گردیده است.

## مشخصات بنا
طراح و معمار مصلی پروژه، پرویز مؤیدعهد می‌باشد. محور اصلی طرح مصلی که طولانی‌ترین محور طرح است، در جهت قبله قرار داشته و همه ساختمان‌ها به تبعیت از این محور، در جهت قبله یا عمود بر آن هستند.
مصلی ۱۴ گلدسته، ۱۲ صحن و ۵ ورودی دارد. ارتفاع ایوان بزرگ مصلی ۷۲ متر به عدد شهدای کربلا و ارتفاع گنبد مسجد جامع ۶۳ متر به عدد سال‌های عمر محمد پیامبر اسلام است.
مصلی دارای ۷ گنبد می‌باشد که متأثر از معماری گنبدهای ایرانی مناطق مختلف کشور طراحی شده‌اند. گنبد اصلی مصلی، از بزرگ‌ترین گنبدهای جهان اسلام است.
۵ ورودی اصلی که بنام‌های باب رسول‌الله، باب امیرالمؤمنین، باب فاطمه الزهرا، باب امام حسن، باب امام حسین نام‌گذاری شده‌اند. در مجموعه هر ورودی دو گلدسته، یک ایوان و یک گنبد با معماری و بناهای متفاوت وجود دارد.
تعداد گلدسته‌های مجموعه مصلی ۱۴ عدد می‌باشد. دو گلدسته اجرا شده فعلی، بلندترین آن‌هاست. ارتفاع این گلدسته‌ها ۱۴۰ متر بوده و داخل گلدسته‌ها، پله‌های مارپیچ طراحی شده که از میان آن‌ها آسانسور عبور می‌کند.
ایوان بزرگ میان مسجد جامع و گلدسته‌های اصلی به صورت پوسته‌ای به ارتفاع ۷۲ متر و دهانه ۱۱۰ متر طراحی گردیده است. طراحی این ایوان نسبت به انواع معماری ایوان‌ها در مساجد، نوگرایانه است.
در مجموعه مصلی، از حوض‌ها و آبنماهای متعددی برای طراوت بخشیدن به محیط استفاده شده است. حوض مرکزی مصلی دارای ۳۰۰۰ متر مربع مساحت است. همچنین در طراحی مجموعه مصلی، فضای سبز دارای اهمیت بوده، به‌طوری‌که در نقاط مختلف ماکت طرح، فضای سبز جهت ایجاد محیطی لطیف و آرامش بخش، در نظر گرفته شده است.
همچنین این سازه طاقی شکل، از انتهایی‌ترین نقطه بزرگ‌ترین پایه در سمت شرق تا انتهایی‌ترین نقطه پایه غربی آن، ۱۱۰ متر طول دارد. ارتفاع سازه در بلندترین نقطه آن در بالای سقف ایوان نسبت به محل استقرار پایه‌های سازه، ۷۵ متر و محیط بیرونی سازه ۲۰۱ متر طول دارد؛ ضمن اینکه خود سازه طاقی در محل تلاقی قوسی‌ها، دو بخش شمالی و جنوبی به صورت نقاب دارد که طول آن از شمال تا جنوب نقاب‌ها ۱۱۰ متر است. نقاب جلویی به عنوان نوک سازه و نقاب عقبی نیز به شکل نوک تیز بوده و به عنوان بخش عقبی این کلاه‌خود طراحی شده است.
این سازه عظیم تماماً ساخته دست مهندسان ایرانی است. آنها ابتدا قطعات هر بخش از پایه‌های قوسی شکل را در اندازه‌هایی مشخص مونتاژ کرده و سپس با جرثقیل ۴۵۰ تنی به ارتفاع بیش از ۱۰۰ متری از سطح زمین منتقل می‌کنند، همه این قطعات با پیچ و مهره به یکدیگر متصل می‌شوند و کوچک‌ترین اثری از جوشکاری در این مرحله دیده نمی‌شود.
شبستان مصلی
شبستان‌های پنج‌گانه، در شمال صحن مرکزی مجموعه مصلی واقع شده است. این بنا با زیربنایی بالغ بر ۳۰هزار متر مربع در طبقه اصلی گنجایش ۳۸۰۰۰ نفر را برای اقامه نماز دارد.
در نمای داخلی و خارجی شبستان از کتیبه خط معرق، از انواع ثلث، نستعلیق و نسخ با مضامین سوره‌های قرآنی، ادعیه، احادیث و بخش‌هایی از وصیت‌نامه بنیان‌گذار جمهوری اسلامی اجرا گریده است.
محراب شبستان
محراب شبستان در ضلع جنوبی شبستان ۴ و در مجاورت ساختمان امام جمعه با ارتفاع تقریبی ۱۰ متر می‌باشد. سبک معماری محراب از نوع مصرع بندی و طرح اسلیمی و خطایی می‌باشد که مزین به آیات قرانی و ادعیه است.
رواق شهدای محراب
در قسمت جنوبی پیش ورودی‌هایی به موازات شبستان‌های ۵ گانه به منظور ورود و خروج به شکل قوس‌های شلجمی به همراه کاشی کاری معرق به صورت کتابت آیات قرانی، شمسه و مصرع اجرا گردیده است.
صحن غربی
صحن غربی که می‌توان از آن، به عنوان پیش ورودی بدون سقف شبستان‌ها نام برد به وسیله پله‌هایی که در شمال و غرب این محل قرار دارند، دسترسی محوطه‌های بالای مصلی به شبستان‌ها میسر می‌گردد.
ایوان بزرگ مصلی
سازه این ایوان ۱۱۰ متر دهانه و ۱۱۰ متر طول دارد. همچنین ارتفاع سازه این بنا نیز ۸۰ متر است که از جمله سازه‌های منحصر به فرد دنیا محسوب می‌شود. گفتنی است باتوجه به نوع سازه و منحصر به فرد بودن آن کار طراحی و اجرای اولیه حدود ۶ سال زمان برده و به گفته نماینده پیمانکار آن اجرای کامل طرح حدود ۳۰ ماه به طول می‌انجامد.
مصلّای تهران که مجموعاً دستکم ۱۱۰ هزار نفر گنجایش دارد تنها به عنوان محل برگزاری نمازهای یومیه و نمازهای جمعه مورد استفاده قرار نمی‌گیرد، بلکه به صورت یک مجتمع بزرگ اسلامی که دارای کاربری‌های متنوعی است، طراحی شده است. در طرح مصلی سالن‌های متعددی به منظور برگزاری گردهمایی‌ها و سمینارهای داخلی و بین‌المللی، همچنین موزه انقلاب اسلامی، آمفی تئاتر، مرکز مطالعات و تحقیقات بین‌المللی اسلامی، مؤسسه آموزشی علوم اسلامی، مرکز آموزشی صنایع دستی و هنرهای اسلامی و ایرانی، بنای یادمان وداع امت با امام، بازار صنایع دستی و فرهنگ و نشریات و … طراحی گردیده است.
انتقادات
هزینه و زمان اجرای پروژه

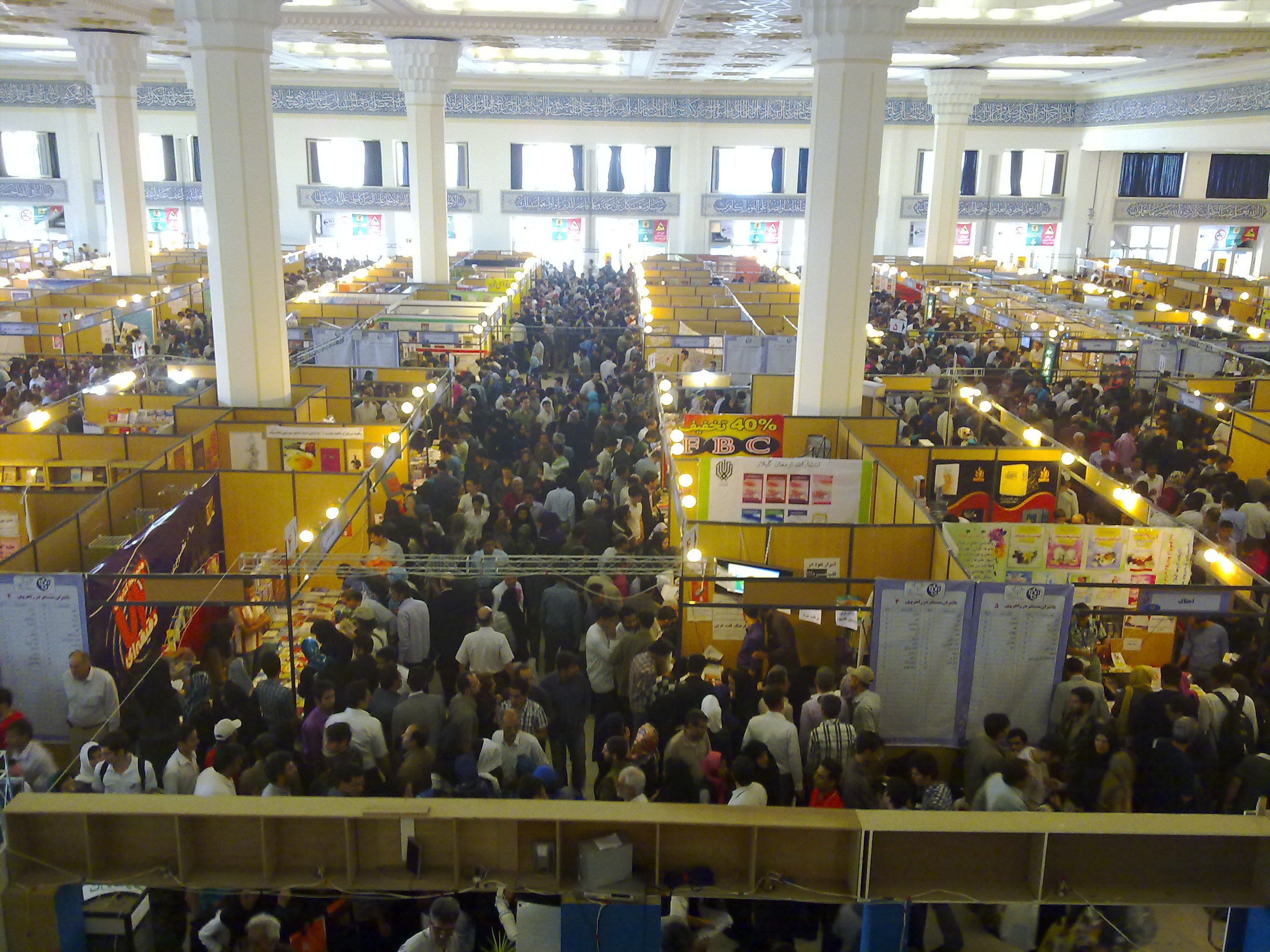
شبستان مصلی، محل برگزاری نمایشگاه بین‌المللی کتاب تهران

طراحی مصلای تهران از سال ۱۳۶۵ آغاز و کلنگ رسمی احداث آن در سال ۱۳۷۲ زده شد و اولین مراسم بزرگ اجرا شده در شبستان تازه ساخت مصلی اول اردیبهشت ۱۳۷۹ با حضور هزاران نفر و با سخنرانی رهبر ایران شکل گرفت. در سال ۱۳۹۰ پس از ۲۳ سال زمان و صرف هزینه حدود ۳۵۰ میلیارد تومان که البته بخش اعظم این مبلغ مابین سالهای ۸۸ تا ۹۲ بوده است، اعلام شد که در صورت صرف ۸۵۰ میلیارد تومان دیگر، ظرف پنج سال آینده به بهره‌برداری خواهد رسید.
عدم انتقال دائم نماز جمعه
با وجود آماده بودن شبستان، فقط ۷ ماه از سال برای برپایی نمازجمعه مورد استفاده قرار می‌گیرد و در خلال آن و ماه‌هایی که نماز جمعه برگزار نمی‌شود به نمایشگاه‌های مختلف اجاره می‌دهند. این در حالی است که در ایامی که نماز در دانشگاه تهران اقامه می‌شود هر جمعه خیابان‌های اطراف محدودیت‌های ترافیکی اجرا می‌شود.
البته کریم دولتی قائم مقام بهره‌برداری و امور فرهنگی مصلی در مصاحبه با خبرگزاری شبستان توضیح داده است که: وقتی نماز جمعه در مصلی برگزار می‌شود، پیمانکارانی که وظیفه اجرای کار ساخت را دارند و در بعضی از قسمت‌ها کارشان ۲۴ ساعته شده است، مجبور می‌شوند روز جمعه چند ساعت کار را متوقف کنند. این توقف‌های هفتگی زحمت و هزینه‌های زیادی برای پیمانکاران ایجاد می‌کند. موقعی که نماز است، هم مردم و هم مسئولان در مجموعه تردد دارند. به‌طور طبیعی ماشین سنگین نمی‌تواند عبور کند و در نتیجه کار ساخت و ساز به‌طور جدی و مثل روزهای عادی نمی‌تواند انجام شود.

## وضعیت انتقال نماز جمعه
نخستین نماز جمعه در سالگرد پیروزی انقلاب در سال ۹۱ در مصلی تهران اقامه گردید. در سال ۹۲ و ۹۳ محل نمازجمعه چندبار به مصلی و دوباره به دانشگاه تهران منتقل شد. دلیل نخستین انتقال برگزاری نمایشگاه کتاب عنوان شد اما پس از نمایشگاه مصلی به مدت دو ماه پذیرای نمازگزاران بود و بعد آن طی توافقی که از قبل با ستاد اقامه نماز جمعه تهران شده بود دوباره به دانشگاه تهران منتقل شد.
رئیس ستاد اقامه نماز جمعه تهران در سال ۹۲ اعلام کرد که نماز جمعه در زمان سرما در مصلی و در زمان گرما در دانشگاه برگزار خواهد شد. و از آن پس نماز جمعه در ماه‌های تیر، مرداد، شهریور، دی، بهمن و اسفند در مصلای امام خمینی تهران اقامه می‌شود.

## ایستگاه‌های مترو
- ایستگاه متروی شهید همت (شمال)
- ایستگاه متروی مصلای امام خمینی (شمال)
- ایستگاه متروی شهید بهشتی (جنوب)
- ایستگاه متروی شهید مفتح (جنوب قطعه جنوبی)